# Cojasca
Cojasca est une ville du județ de Dâmbovița, en Roumanie.

## Démographie
Lors du recensement de 2011, 71,95 % de la population se déclarent roms et 20,39 % roumains (7,61 % ne déclarent pas d'appartenance ethnique et 0,03 % déclarent appartenir à une autre ethnie).

## Politique
| Parti | Parti                        | Sièges |
| ----- | ---------------------------- | ------ |
|       | Parti social-démocrate (PSD) | 9      |
|       | Parti national libéral (PNL) | 6      |